# Альфан, Жорж Анри
Жорж Анри Альфан, также Галфан или Гальфен (фр. Georges Henri Halphen; 1844, Руан — 1889, Версаль) — французский математик, геометр, педагог, член Парижской и Берлинской академий наук.

## Биография
В 1866 году окончил Политехническую школу в Париже.
Ещё будучи студентом написал работу, обратившую на себя внимание крупнейших учёных. По окончании школы продолжил учёбу в Меце, поступил на военную службу артиллерийским офицером. Участник Франко-прусской войны 1870 года. Отличился и был награждён за участие в битвах при Понте-Нуайель, при Бапоме и Сен-Кантене.
В 1887 году был назначен командиром артиллерийского эскадрона 11-го Версальского полка.
В 1872 году Альфан поселился в Париже, где стал читать лекции в Политехнической школе и начал свои научные исследования. Защитил докторскую диссертацию в 1878 году.

## Научная деятельность
Известен своими работами в области алгебраической геометрии, в частности, в Исчислительной геометрии и теории особенностей алгебраических кривых. Также работал над теорией инвариантов и проективной дифференциальной геометрии.
Своими математическими трудами занял одно из первенствующих мест среди ученых Европы и оставил значительный след в истории математики.
Кроме крупных трудов, переведенных почти на все европейские языки, написал более 20 мемуаров, касающихся почти всех областей математических наук.

## Награды
В 1880 году получил Штейнеровскую премию Прусской академии наук вместе с Максом Нётером. В 1881 году получил Гран-при Академии наук Франции за свою работу по линейным дифференциальным уравнениям: Mémoire sur la Reduction des Equations Différentielles Lineaires aux Formes Intégrales. В 1883 году был награждён премией Понселе и Малой премией д’Ормуа (Prix Petit d’Ormoy) в 1885 году. Был избран во французскую Академию наук в 1886 году, а в 1887 году — в Академию деи Линчеи в Риме.